# Bouenza
Le département de la Bouenza (s’écrit également Buenza ou Bwenza ) est l'un des 15 départements de la république du Congo, situé dans le Sud du pays. Il occupe une position stratégique, à mi-chemin entre Brazzaville et Pointe-Noire. Son nom vient de la rivière Bouenza. Son chef-lieu est Madingou.

## Géographie
Il est limitrophe des départements de la Lékoumou, du Niari, et du Pool. Il a aussi une frontière avec la république démocratique du Congo.
|       | Lékoumou      |      |
| Niari | Bouenza       | Pool |
|       | Kongo Central |      |

## Districts

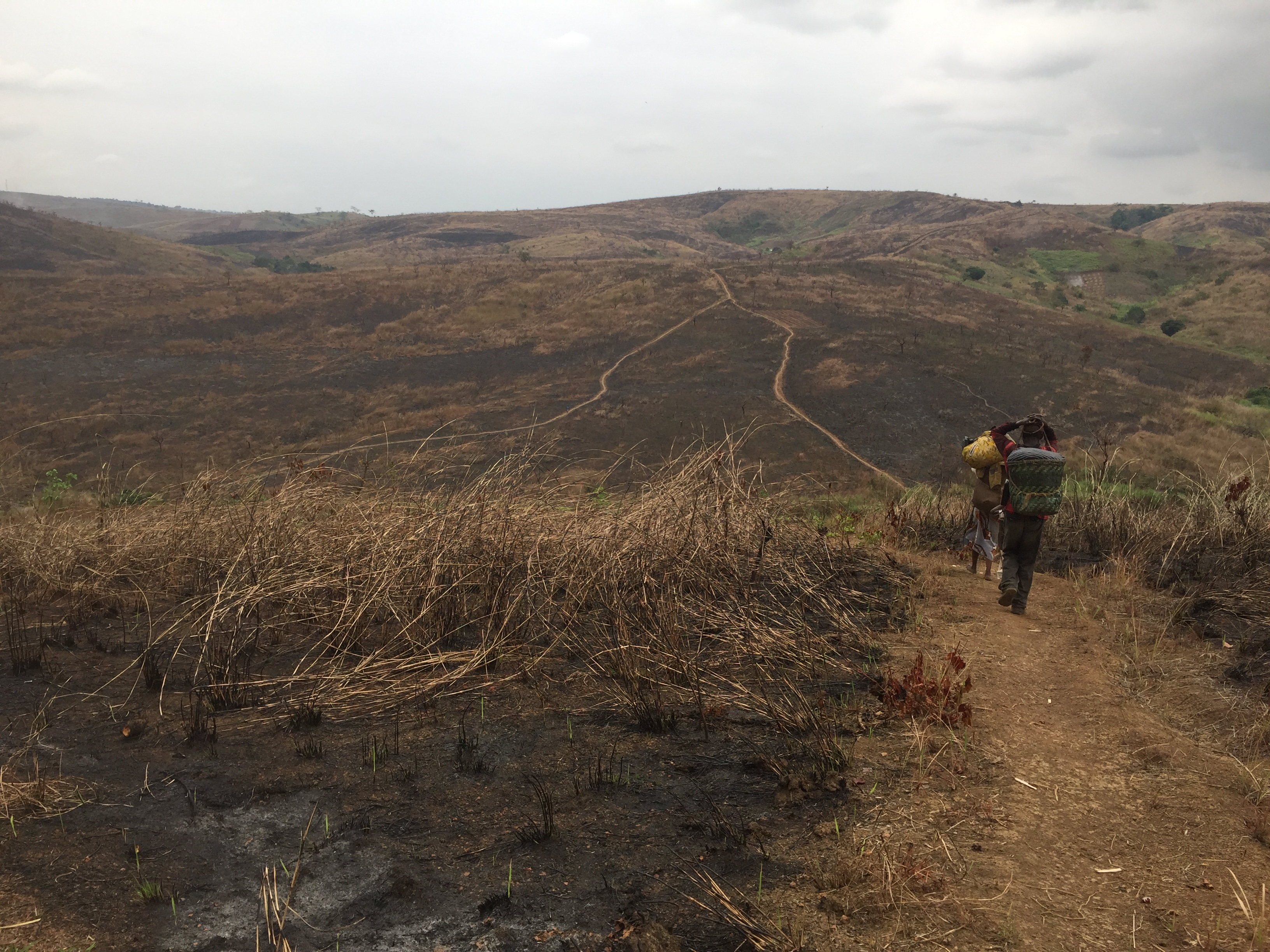
Paysage vers Mayalama, dans le district de Mouyondzi.

- Boko-Songho
- Nkayi
- Kingoué
- Loudima
- Mabombo
- Madingou
- Mfouati
- Mouyondzi
- Tsiaki
- Yamba

## Personnalités
- Jean-Pierre Mberri[3], ministre et membre de la Cour Constitutionnelle. Né le 16 octobre 1937 à Mouyondzi, département du Pool devenu depuis la Bouenza). Inspecteur principal de la Jeunesse et des Sports, ministre de la Jeunesse et des Sports 1991-1992, ministre de la Planification régionale (août au 15 octobre 1997, il refusa de prendre ses fonctions le notifiant à Placide Lenga alors directeur de cabinet du Premier ministre Bernard Kolelas). Il est membre de la Cour Constitutionnelle (2002-2012). Il rend l'âme le 16 avril 2017 à Lagny-sur-Marne (Seine-et-Marne) où il résida pendant huit ans.
- Émile Mahoungou né en 1932, sous-préfet de Mouyondzi 1978, député 1986 -1991
- Marcel Bikindou,  docteur d'État en droit, directeur-honoraire d'hôpital public (France), Ancien Président de l'hôpital de Gisors 1992-2002
- Jean-Léonard Touadi, député italien (Italie des valeurs), élu à Rome en 2008.
- Martin M'beri, ancien ministre de l'intérieur sous Pascal Lissouba et Denis Sassou Nguesso en 1997
- Benjamin Bounkoulou, ancien ministre des affaires étrangères sous Pascal Lissouba.
- Christophe Moukoueke, ancien secrétaire général de l'UPADS.
- Claudine Munari, ancienne directrice de cabinet de Pascal Lissouba, ancienne députée et ministre du Commerce et des approvisionnements, candidate à l'élection présidentielle de 2016.
- Gaston Bikandou, ancien ministre de la santé sous Pascal Lissouba, mort en exil le 12 avril 2007 à Baltimore dans le Maryland aux États-Unis.
- Moungounga Kombo Nguila, ancien ministre des Finances de Pascal Lissouba, mort en exil le 14 avril 2010 à Paris.
- Victor Tamba Tamba, ancien ministre de Pascal Lissouba et membre de l'UPADS.
- Luc Adamo Mateta, ancien ministre de Pascal Lissouba.
- Kimpouni Zacharie, né le 10 juillet 1952 à Kimpambou kayes (axe Madingou-Bouansa). Enseignant à l'ENSP Université Marien Ngouabi, actuellement Ministre de l'éducation civique et de la Jeunesse.
- Pandi Joseph Emmanuel, né vers 1932 à Mouyondzi ; mort le 25 avril 2015 à Mouyondzi. Ancien député de Mouyondzi de 1981 à 1986.
- Sébas Enemen, de son vrai nom Sébastien Nzambi Makoumba-Nzambi (1942-2011), officier général et musicien.